# Snowdogs – Acht Helden auf vier Pfoten
Snowdogs – Acht Helden auf vier Pfoten ist eine US-amerikanische Abenteuerkomödie aus dem Jahr 2002. Die Produktion aus dem Hause Disney basiert auf dem Erlebnisbericht Iditarod. Das härteste Hundeschlittenrennen der Welt (Originaltitel: Winterdance. The Fine Madness of Running the Iditarod) von Gary Paulsen. 

## Handlung
Dr. Ted Brooks ist ein erfolgreicher Zahnarzt in Miami und führt dort ein luxuriöses Leben. Als er aus Tolketna in Alaska Post von einem Notar erhält, eröffnet ihm seine Mutter, dass er adoptiert wurde. Er bricht sogleich nach Alaska auf, um sein Erbe – die Blockhütte sowie die Schlittenhunde seiner Mutter – zu verkaufen. Nach und nach entwickelt er aber eine Beziehung zu den Tieren und zur gesamten Mentalität Alaskas und nimmt Abstand von diesem Gedanken, nicht zuletzt weil er sich in die attraktive Barbesitzerin Barb verliebt.
Als sein Vater Thunder Jack am alljährlichen Schlittenrennen teilnimmt und verunglückt, begibt sich Brooks auf die Suche nach ihm. Er findet ihn verletzt in einer Höhle und bringt ihn stark verspätet doch noch über die Ziellinie, wo bereits Barb und Teds Adoptivmutter warten. Thunder Jack und Brooks werden als Helden gefeiert.
Dr. Brooks heiratet Barb und eröffnet eine Zahnarztpraxis in Alaska.

## Kritik und Auszeichnungen
Neva Chonin kritisierte die „klischeehaften Dialoge“. Die Charaktere in den Disney-Filmen mit echten Darstellern seien weniger glaubwürdig als die Charaktere in den Zeichentrickfilmen wie Der König der Löwen.
Das Lexikon des internationalen Films schrieb: „Naive Abenteuergeschichte, die gut gemeinte Wertevorstellungen als wenig profiliertes Allgemeingut feil bietet.“
John Debney gewann 2003 für die Filmmusik den ASCAP Award.

## Hintergründe
Der Film wurde in Florida, British Columbia und Alberta (Kanada) gedreht und kostete 33 Millionen US-Dollar. In den US-Kinos brachte der Film über 81 Millionen US-Dollar ein.